# Iepenmineerwesp
De iepenmineerwesp (Fenusa ulmi) is een vliesvleugelig insect uit de familie van de bladwespen (Tenthredinidae). Hij komt voor in Europa en Noord-Amerika. De wetenschappelijke naam van de soort is voor het eerst geldig gepubliceerd in 1844 door Sundevall.